# 야나기 유리나
야나기 유리나(일본어: 柳 ゆり菜, 1994년 4월 19일~)는 일본의 배우이자 그라비아 아이돌이다.